# Michael Zichy
Michael Zichy (* 1975 in Steyr) ist ein österreichisch-ungarischer Philosoph.

## Leben
Michael Zichy wurde 1975 in der oberösterreichischen Stadt Steyr geboren. Er studierte Philosophie und katholische Theologie in Salzburg, wo er Forschungsassistent (2000–2003) und Lehrbeauftragter war. Von 2002 bis 2005 war er Generalsekretär der Österreichischen Gesellschaft für Philosophie. Wissenschaftlicher Koordinator des Zentrums für Ethik und Armutsforschung an der Universität Salzburg war er von 2005 bis 2006. Wissenschaftlicher Mitarbeiter am Institut Technik-Theologie-Naturwissenschaften der LMU München war er von 2006 bis 2011. Von 2011 bis 2015 war er wissenschaftlicher Assistent, von 2015 bis 2018 Assistenzprofessor und von 2018 bis 2024 Assoziierter Professor am Fachbereich Philosophie der Katholisch-Theologischen Fakultät der Universität Salzburg. Von 2021 bis 2023 fungierte er als Dekan der Fakultät. Seit 2024 ist er Professor für Philosophische Grundfragen der Theologie und Sozialphilosophie an der Katholisch-Theologischen Fakultät der Universität Bonn.

## Auszeichnungen und Ehrungen
- 2018: Kardinal-Innitzer-Förderungspreis für Geisteswissenschaften
- 2019: Kurt-Zopf-Förderpreis[2]

## Schriften (Auswahl)
- „...aber die Wahrheit ist sehr, sehr complizirt“. Der Begriff der Wahrheit im mittleren Werk Friedrich Nietzsches. zugleich Magisterarbeit, Salzburg 1997 (= Akademische Abhandlungen zur Philosophie). VWF, Berlin  2002, ISBN 3-89700-362-7.
- Ich im Spiegel. Subjektivität bei Jacques Lacan und Jacques Derrida. zugleich Dissertation, Salzburg 2003 (= Fermenta philosophica). Alber, Freiburg im Breisgau/München 2006, ISBN 3-495-48211-3.
- Das humanistische Bildungsideal. In: Martina Schmidthuber (Hrsg.): Formen der Bildung. Einblicke und Perspektiven. Peter Lang, Internationaler Verlag der Wissenschaften, Frankfurt am Main 2010, S. 29–42.
- Menschenbild: Begriffsgeschichtliche Anmerkungen. In: Archiv für Begriffsgeschichte. Band 56, 2014, S. 7–30.
- Menschenbilder. Eine Grundlegung. Alber, Freiburg im Breisgau/München 2017, ISBN 3-495-48879-0.
- Macht der Menschenbilder. Wie wir andere wahrnehmen. Reclam, Stuttgart 2021, ISBN 978-3-15-014150-2.